# Carine Russo
Carine Russo, nata Collet (Liegi, 1º maggio 1962), è una politica belga, membro di Ecolo e senatrice cooptata dal 2007 al 2009.

## Biografia
Il padre di Carine Russo è stato imprigionato dai tedeschi durante la guerra e la madre era una infermiera per vocazione e delegata sindacale. All'età di 2 anni, perde il fratello maggiore, di 5 anni, morto a seguito di un incidente stradale.
Il 7 agosto 1982 sposa Gino Russo.
L'11 settembre 1986 nasce sua figlia Mélissa che verrà rapita il 24 giugno 1995 da Marc Dutroux insieme ad una sua amica di 8 anni, Julie. Il suo corpo sarà rinvenuto nell'agosto del 1996.  Nel marzo 2004 si apre il processo contro Marc Dutroux. che sarà poi condannato all'ergastolo.
Con i genitori di Julie, Carine e Gino hanno creato l'associazione no-profit (ASBL) Julie-Mélissa, che, per anni, ha lavorato sull'archivio giudiziario e organizzato il sostegno dell'opinione pubblica. Il 20 ottobre 1996, Carine Russo e altri genitori di bambini scomparsi hanno organizzato la Marcia bianca a Bruxelles.
Sarà inserita da Time Magazine nella sua lista di Eroi europei nel 2003.
Nelle elezioni federali del 10 giugno 2007, appare nella lista Ecolo per il Senato, dove raccoglie 57.747 voti. Non sarà eletta direttamente ma doiventerà senatrice cooptata. L'11 settembre 2009, ha rinunciato al suo mandato per motivi di salute e difficoltà di adattamento alla vita parlamentare.
Il 17 agosto 2016, esattamente vent'anni dopo l'esumazione dei corpi di Mélissa e Julie, Carine Russo pubblica un libro, Quatorze mois, in cui include le lettere che ha scritto alla figlia durante i quattordici mesi del sequestro.